# Seyrigichneumon curticauda
Seyrigichneumon curticauda là một loài tò vò trong họ Ichneumonidae.